# Le Peuple de l'herbe (film)
Ne doit pas être confondu avec Microcosmos : Le Peuple de l'herbe ou Le Peuple de l'herbe.
Pour plus de détails, voir Fiche technique et Distribution.
Le Peuple de l'herbe (Grass : History of Marijuana) est un film documentaire canadien réalisé par Ron Mann (en) en 1999, exposant la diabolisation du cannabis aux États-Unis.
Le film est exclusivement composé d’images d’archives provenant des archives publiques américaines. La version anglophone a été narrée bénévolement par l’acteur Woody Harrelson.
Ce film est devenu une référence pour les partisans du cannabis. Au Canada, il remportera le prix du meilleur documentaire au Genie Award.

## Fiche technique
- Titre original : Le Peuple de l'herbe
- Titre français : Grass : History of Marijuana
- Réalisation : Ron Mann
- Scénario : Solomon Vesta
- Production : Keith Clarkson
- Distribution : Unapix Home Entertainment
- Pays d'origine : Canada
- Langue : Anglais
- Format : Couleurs - 35 mm - 1,85:1 - Dolby Digital
- Genre : documentaire
- Durée : 80 minutes
- Date de sortie : 1999